# Huhmarluodot
Huhmarluodot är en ögrupp i Finland. Den ligger i sjön Kivijärvi och i kommunen Kannonkoski i den ekonomiska regionen  Saarijärvi-Viitasaari och landskapet Mellersta Finland, i den centrala delen av landet, 300 km norr om huvudstaden Helsingfors. Öns area är omkring 130 kvadratmeter och dess största längd är 20 meter i öst-västlig riktning.  Notera att namnet antyder att det är fråga om flera öar.